# Orion (woontoren)
Orion (ook wel: Morgenster) is een woontoren in de Nederlandse stad Groningen. De toren is voltooid in 2009 en ontworpen door Roeleveld-Sikkes Architects.

## Beschrijving
Orion staat aan de zuidkant van Paddepoel bij de kruising van de Orionlaan met de Grote Beerstraat, op de plaats waar vroeger de Morgensterkerk stond. De toren heeft 17 verdiepingen en 18 bouwlagen. De toren is 58,5 meter hoog zonder antenne, met antenne is dit circa 74 meter. De toren is gerealiseerd als onderdeel van wijkvernieuwing in Paddepoel en is gebouwd in plaats van een eerder voorstel om hier een gesloten woonblok van slechts 6 verdiepingen te bouwen. Uiteindelijk werd toch besloten om de hoogte in te gaan.
De toren heeft een gemixte functie, met de focus op wonen. De kelder van het complex is een parkeergarage voor de bewoners van de toren. Op de begane grond bevindt zich de woonvorm voor doven en slechthorenden van `s Heeren Loo, 'regio De Noorderbrug'. Deze locatie is gespecialiseerd op cliënten met doofheid met complexe problematiek. Ook bevinden zich op deze verdieping commerciële ruimten. Op de eerste twee verdiepingen bevinden zich groepswoningen en dertien woningen voor doven en op de eerste drie verdiepingen bevinden zich tevens starterswoningen. De overige 67 appartementen zijn er in verschillende huur- en koopcategorieën.
In de Groninger gebouwenenquête 2009 heeft het gebouw de publieksprijs gewonnen. Hiervoor is op de Dag van de Architectuur de Gouden Baksteen uitgereikt.